# Lalla Fatima Zahra bint Hassan
Lalla Fatima Zahra bint Hassan (décédée en 1894) est une princesse alaouite qui est entrée dans l'histoire comme une femme savante. Elle est la fille de Moulay Hassan Ier, sultan du Maroc (r.1873-1894).
La princesse Lalla Fatima Zahra est la fille du sultan Moulay Hassan Ier, l'identité de sa mère n'a pas connue. La princesse fut une femme de lettre et faqîha qui a habousé une grande partie de sa collection littéraire princière au profit de la bibliothèque de l'Université Al Quaraouiyine à Fès. Sa collection contenait 273 volumes.
Elle a fait don (habous) de sa collection littéraire à la hizana d'al-Qarawiyyin, parmi ces livres se trouvait kitab ihtisar al-nihaya wa l'Tamam fi ma'rifat al-wathaiq wa al-ahkam li Ibn Harun (Résumé de la fin et de l'achèvement de la connaissance des documents et des décisions d'Ibn Harun), par Ali ben Abdallah al-Matety,.